# L'Hospitalet Pioners

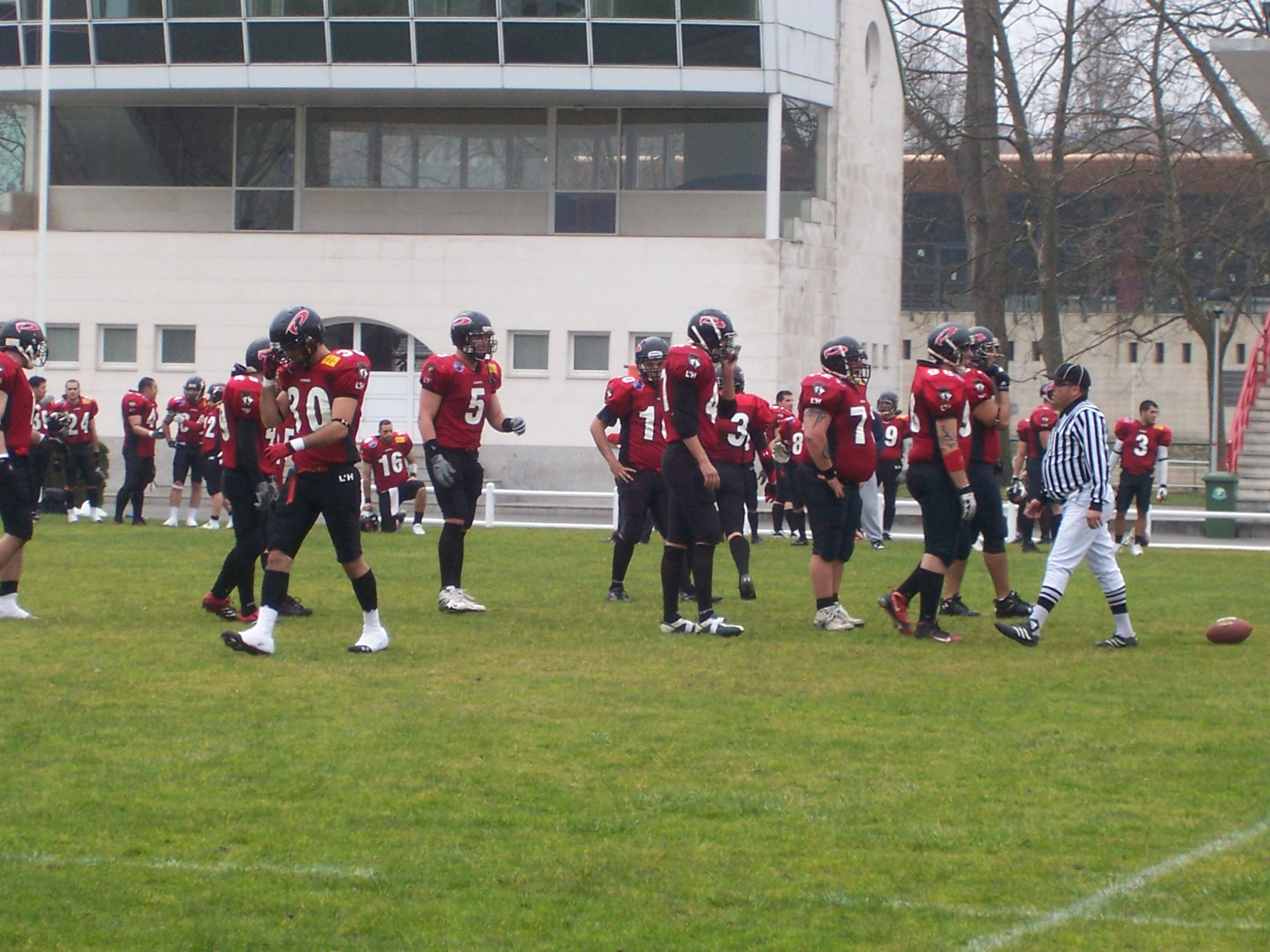
Pioners en un partido de la LNFA 2009.

L'Hospitalet Pioners (en español: Pioneros de Hospitalet) es un club español de fútbol americano ubicado en la ciudad catalana de Hospitalet de Llobregat (Barcelona).

## Historia
El equipo de los Pioners comienza su andadura como tal en 1988, en la ciudad de Hospitalet de Llobregat, siendo junto con los Badalona Dracs, los Barcelona Búfals y los Barcelona Boxers (ya extinto), los pioneros de este deporte en España. De ahí su nombre. Entre los cuatro equipos organizaron la primera competición oficial jugada en España, la Liga Catalana de Fútbol Americano de 1988, quedando los Pioners en la tercera posición final.

## Palmarés
- Campeón de la Liga Nacional de Fútbol Americano de España en 2005, 2008, 2010, 2011, 2012 y 2013. Subcampeón en 1998, 2003, 2004 y 2006.
- Campeón de la Copa de España en 2000, 2005, 2006, 2008, 2010, 2011, 2012, 2013 y 2014. Subcampeón en 1997, 1998 y 2007.
- Subcampeón de la Copa de la EFAF en 2013.

## Jugadores destacados
- Mark Nikolet, procedente de Hillsdale Chargers.
- Cody Ellis, procedente de Washington Huskies.[1]
- Brian Voges, exjugador de Nebraska Cornhuskers, procedente de Kiel Baltic Hurricanes.
- David Malino, procedente de Dresden Monarchs.[2]
- Matt Lien, procedente de Augustana Vikings.[3]
- Sean Hayes, procedente de Harvard Crimson.[4]

## Equipo juvenil
Su equipo juvenil se proclamó campeón de la Liga Nacional de Fútbol Americano Junior en 2007.

## Equipo cadete
El equipo cadete se proclamó campeón de la Liga Nacional de Fútbol Americano Cadete en 2013.